# La fida ninfa
La fida ninfa (RV 714) è un dramma per musica in tre atti di Antonio Vivaldi su libretto di Scipione Maffei.
Rappresentata in occasione dell'apertura del Teatro Filarmonico di Verona, l'allestimento fu curato da Francesco Galli Bibiena.
Il libretto de La fida ninfa era stato stampato, a cura di Giulio Cesare Becelli, assieme ad opere teatrali di Scipione Maffei, fra cui la Merope, nel 1730

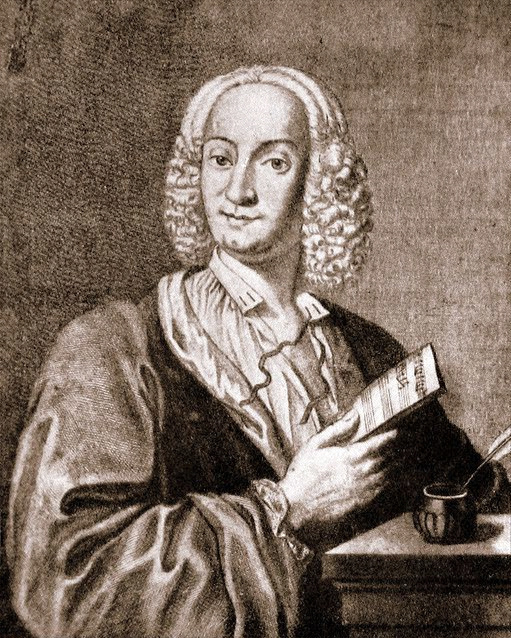
Antonio Vivaldi

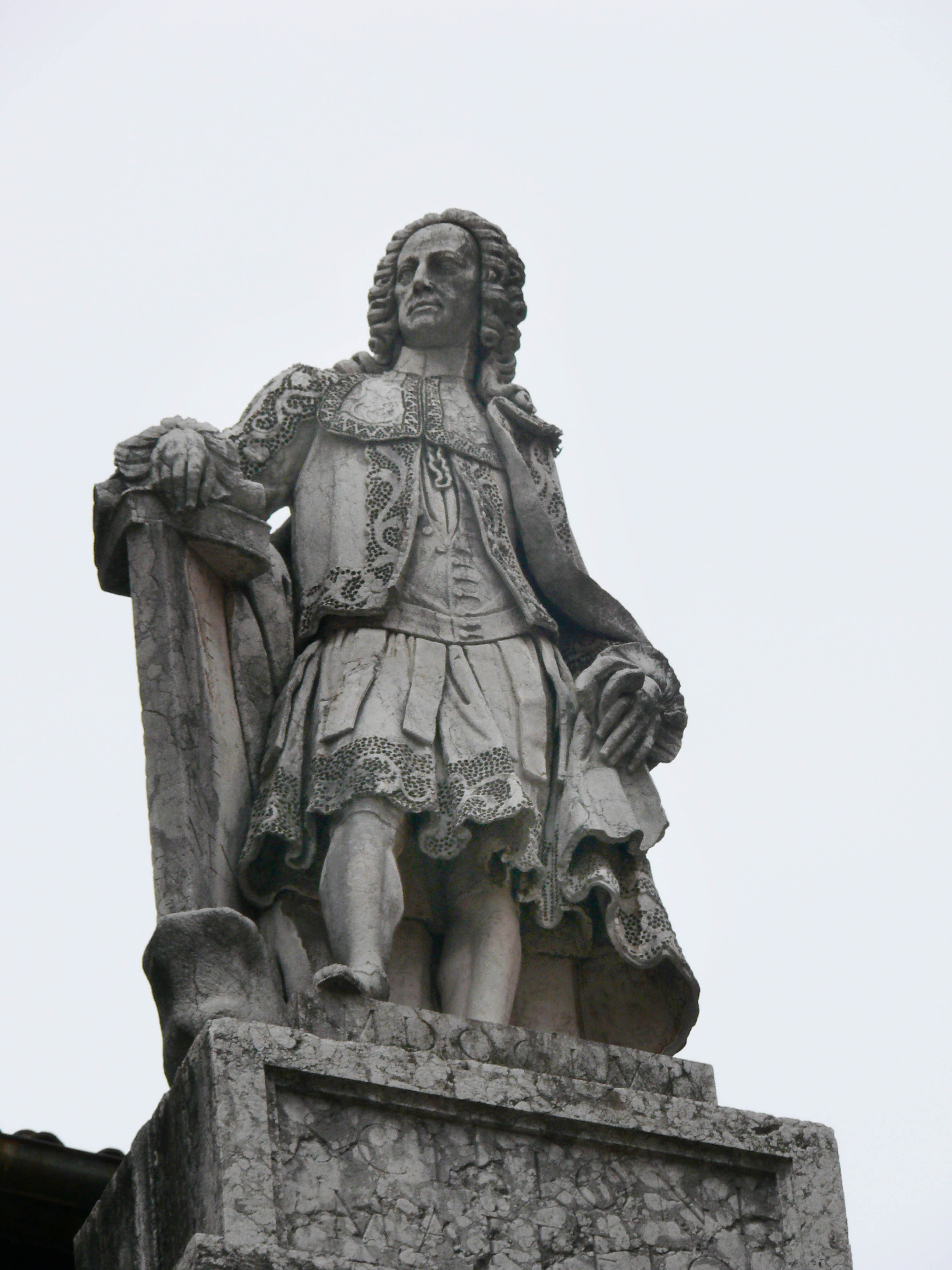
Scipione Maffei

## Vicende dell'opera
Questo è un dei lavori della maturità di Vivaldi. 
Il rischio di monotonia che genera la sequenza di arie e recitativi è sapientemente interrotto con l'inserzione di due duetti, un trio, un quartetto, un quintetto e un sestetto.
A Vivaldi fu commissionata l'opera nel 1729. 
Fini il suo lavoro l'anno successivo, ma la rappresentazione de La fida Ninfa, con cui si doveva inaugurare il Teatro Filarmonico, fu posticipata. Dalle cronache del tempo si può capire il perché: grandi concentrazioni di truppe tedesche erano allora ai confini della Repubblica e gli ufficiali di questi eserciti avevano richiesto l'autorizzazione per andare a Verona per assistere alla prima rappresentazione dell'opera. 
Ma i dirigenti veneziani erano preoccupati di mostrare loro le debolezze difensive della Repubblica. Vivaldi e Maffei, l'autore del libretto, che aveva finanziato e si era speso per l'organizzazione dell'opera con un importo di 20.000 ducati - somma davvero eccezionale all'epoca - dovettero aspettare il 1732 per vedere messo in scena il loro lavoro.
Il melodramma fu poi allestito dalla Corte Imperiale di Vienna nel 1737, in una rappresentazione data sotto il titolo Il Giorno felice. 
Fu in seguito dimenticato e non più rappresentato fino al 1958 al Théâtre des Champs-Élysées di Parigi e nel 1962 alla Piccola Scala di Milano diretta da Nino Sanzogno.
L'opera è raramente presente in cartellone.

## Sinossi
La trama del libretto non rende giustizia al suo autore, Francesco Scipione Maffei, un aristocratico di grande erudizione. A questo proposito, la Ninfa è un'allegoria sul matrimonio, l'amore e gli impegni di fedeltà sentimentale. Il libretto è pieno di cliché, personaggi con caratteri sensibili, barbarici o neutri, ed errori di identità. Ma è opinione che la musica sublime di Vivaldi superi i limiti del testo. La storia si svolge nell'isola di Nasso nel mar Egeo, nella Grecia antica.

### Atto I
Oralto, comandante pirata e signore di Nasso, rapisce un pastore, Narete, e le sue due figlie, Licori e Elpina. Licori era sposa di Osmino, che era stato anche lui rapito da soldati traci. Osmino, ora chiamato Morasto, diventa tenente di Oralto, ma nessuno lo riconosce. Il giovane è angosciato quando scopre che altri suoi compatrioti sono stati ridotti in schiavitù. Il fratello di Osmino, Tirsi, vive anch'egli nell'isola. I suoi genitori gli avevano dato poi il nome di Osmino in memoria del fratello creduto morto. Si innamora quindi di Licori. Ma per attirarne l'attenzione e renderla gelosa, seduce sua sorella. Licori piace anche ad Oralto che chiede aiuto a Osmino/Morasto per aiutarlo a ottenere la ragazza. Nel frattempo, il vecchio Narete trova scolpito su un albero i nomi di Osmino e Licori.

### Atto II
Licori crede di aver riconosciuto in Osmino la persona a cui era destinata. Narete, tuttavia, tenta di negoziare con Oralto la redenzione di tutta la famiglia con un pagamento enorme al fine di ritornare in patria. Ma Oralto, irritato dal disprezzo di Licori, vuole venderli come schiavi del sultano. Morasto comincia la corte a Licori. Scopre tutta la verità, ma teme di rivelare il segreto. Osmino dichiara apertamente i suoi sentimenti per Licori. Elpina, profondamente ferita, accusa Osmino di abusare della sua fedeltà. Narete, che indovina le intenzioni di Oralto, chiede l'aiuto di Morasto, il quale accetta di aiutarli.

### Atto III
Oralto minaccia Licori di vendere il suo schiavo e la sua famiglia se non acconsente a sposarla. Licori pensa al suicidio e fugge. Nella sua corsa, inciampa e cade in un fiume. Narete trova un velo e lo mostra ad Oralto come prova dell'annegamento della figlia. Il tiranno si assenta e dà il comando dell'isola a Morasto. Questo gli permette di rivelare la sua vera identità: è lui il vero Osmino. Licori, non affogata e fedele ai suoi voti, rinnova le sue promesse d'amore al primo fidanzato. Sono quindi volte le vele a Sciro, quando una terribile tempesta li sorprende in mare. Per fortuna. Giunone, piena di compassione per le miserie e l'amore indistruttibile di due giovani provati dalla sorte per lungo tempo, chiede a Eolo, il dio del vento, che calmi il mare.

## Primi interpreti
| ruolo          | tipologia vocale   | primi interpreti, 6 gennaio 1732 |
| -------------- | ------------------ | -------------------------------- |
| Licori         | soprano            | Maria Giovanna Gasperini         |
| Elpina         | contralto          | Gerolama Madonia                 |
| Oralto         | basso              | Francesco Venturini              |
| Morasto        | soprano castrato   | Giuseppe Valentini               |
| Osmino (Tirsi) | contralto castrato | Stefano Pasi                     |
| Narete         | tenore             | Ottavio Sinalco                  |
| Giunone        | contralto          | (?)                              |
| Eolo           | basso              | (?)                              |